# Nesher
Nesher (Hebreeuws: נֶשֶׁר) (letterlijk: adelaar of gier) is een Israëlische stad gelegen in district Haifa. In 2016 had de stad 23.684 inwoners. De stad ligt ten zuidoosten van de stad Haifa, waarmee de bebouwde kom vergroeid is. Nesher ligt aan de noordoostelijke hellingen van het Karmelgebergte. 
De voetbalclub Ironi Nesher F.C. is gevestigd in Nesher.

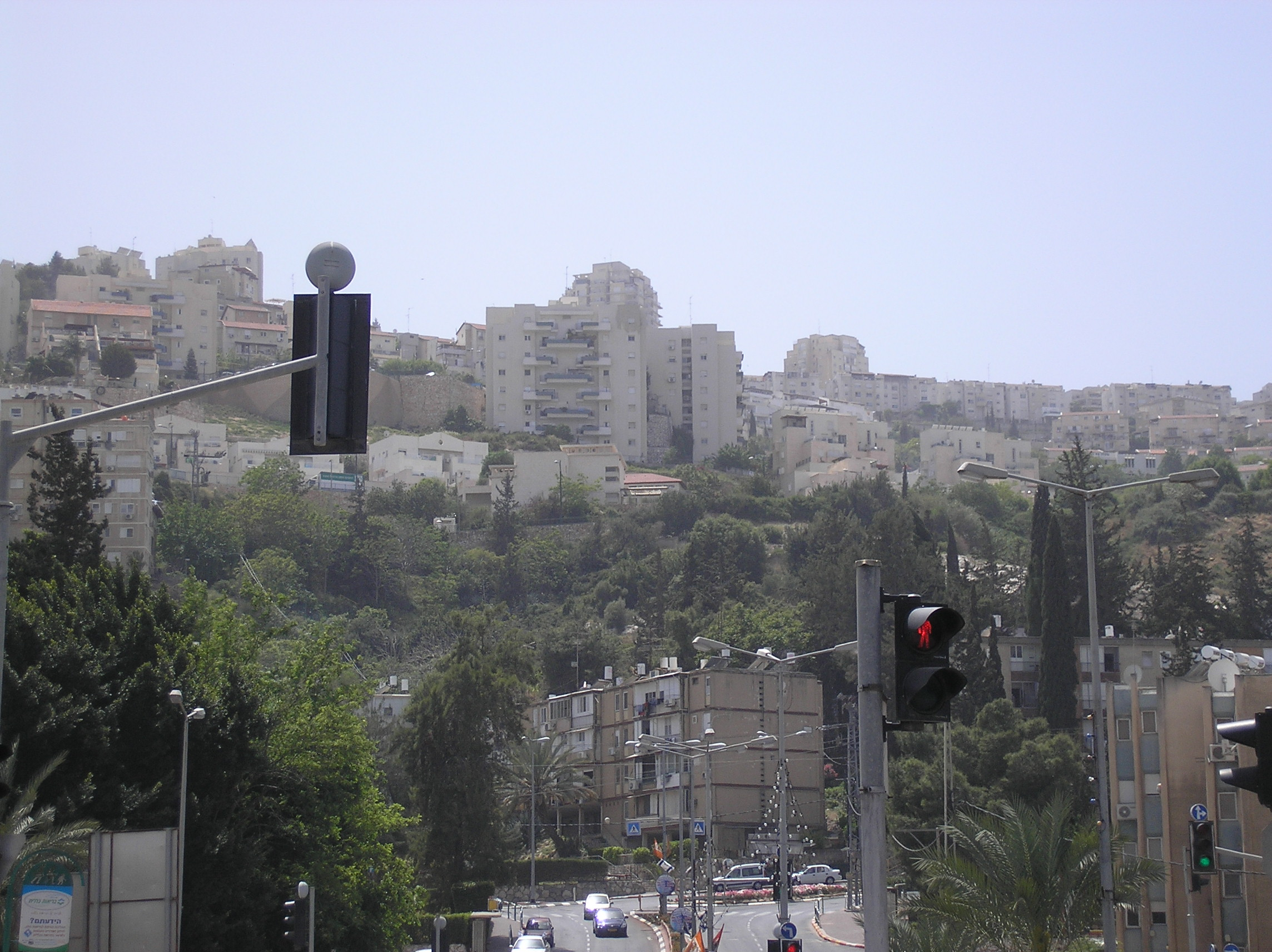
Nesher

## Geschiedenis
Nesher werd in 1924 gesticht voor de huisvesting van Joodse werknemers van de pas opgerichte cementfabriek.
In de jaren 90 ontving Nesher veel immigranten uit de voormalige Sovjet-Unie, waardoor het inwonertal sterk toenam. In 1995 verkreeg Nesher de status van stad.

## Economie
De industrie is prominent aanwezig in Nesher. Op een bedrijventerrein in het oosten van de stad ligt de grootschalige cementfabriek Nesher Israel Cement Enterprises Ltd. 

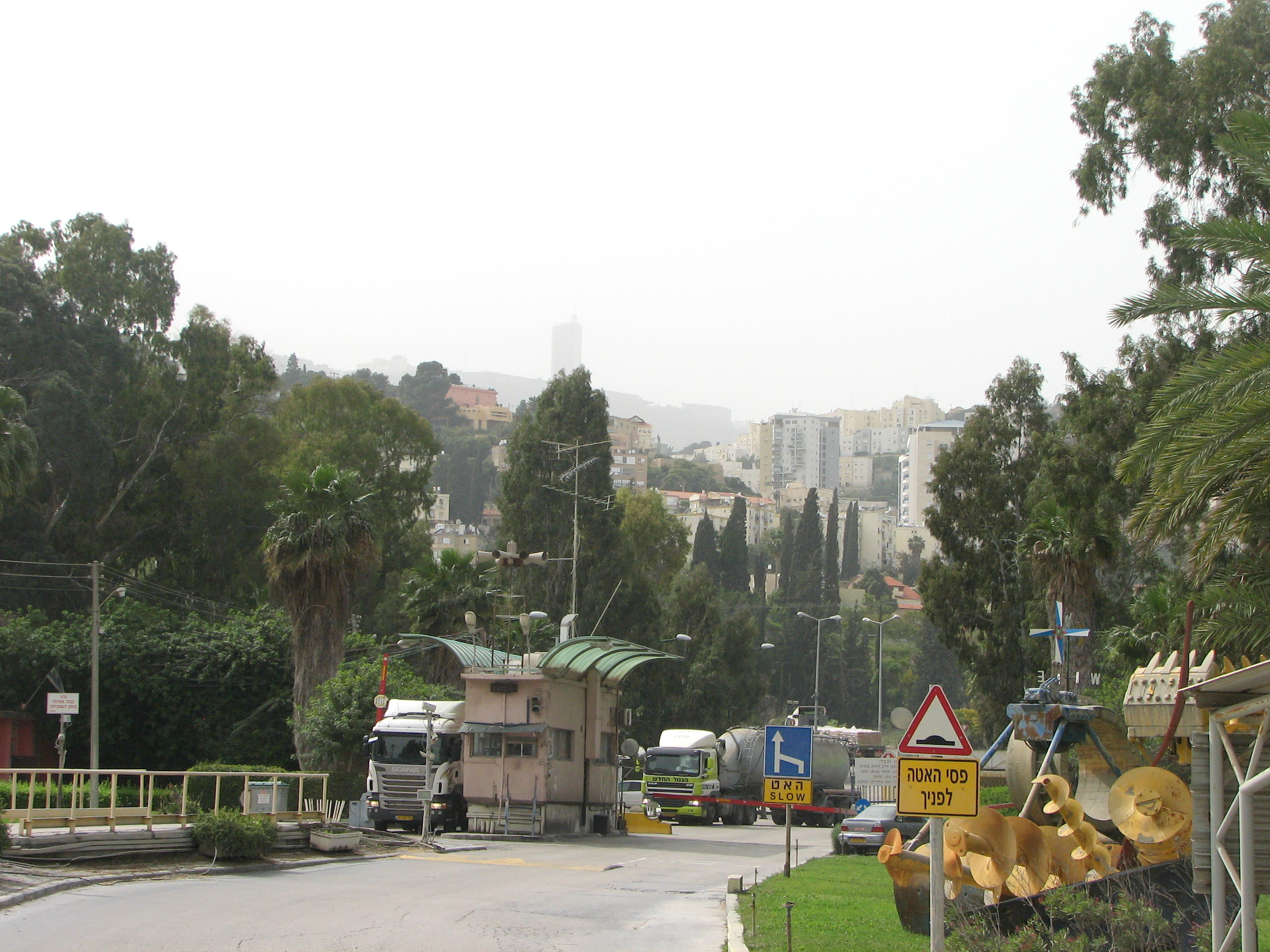
Toegangsweg van de cementfabriek